# Remigio (joc)
El remigio (o també anomenat ramiro) és un joc de cartes similar al rummy, al khanhoo, o al mahjong. Es pot jugar amb una baralla anglesa, francesa o espanyola, és a dir, amb 13 cartes per pal més quatre comodins. El nombre de jugadors mínim és 2, i el màxim amb dues baralles és de 6, encara que hi poden participar més jugadors.

## Objectiu del joc
Abans de jugar, es fixa una quantitat de punts que serà el topall, és a dir, qualsevol jugador que sobrepassi aquesta quantitat serà eliminat. L'últim jugador a no ser eliminat guanya. Per això, cal aconseguir tenir el menor nombre de punts possible a cada ronda.

## Desenvolupament del joc

### Inici del joc
Es produeix quan un dels jugadors es desprèn de totes les cartes abans que els altres o quan no queden més cartes al mall d'encartament. Es reparteixen 10 cartes a cada jugador, i la resta de cartes es deixa com a mall. La carta inferior es mostra. Cada jugador ha de lligar aquestes 10 cartes, i les combinacions mínimes de tres cartes, ja siguin escala (del mateix color) o tres cartes del mateix índex. El comodí es pot substituir per qualsevol carta de la baralla. El primer jugador pot agafar la carta cara enlaire (mostrant-la) o una de la pila. Després, deixa aquesta mateixa carta o una altra de la mà. El següent jugador pot agafar la carta que ha deixat o una altra de la pila, i així successivament. El primer jugador en tenir tota la mà lligada, pot tancar, per la qual cosa ha de deixar la carta que li sobra cap per avall.

### Mans possibles
La mà més típica per tancar sol ser la combinació de dos grups de tres cartes (ja siguin d'escala o per número) i una de quatre, però no ha de ser l'única. Es pot tancar per exemple amb dos grups de cinc cartes, i hi ha altres casos especials:
- Color: totes les cartes són del mateix pal, sense necessitat que lliguin entre elles en grups d'almenys tres cartes.
- Escala de color: totes les cartes formen una única escala del mateix pal.
- Remigio: totes les cartes són del mateix índex (tenint en compte comodins).
- Tot i que no és acceptat, a tots els llocs on es juga, hi ha un cas especial, en què es pot tancar amb cinc parelles de dues cartes. (sense que formin escala). En aquest cas, la puntuació dels altres jugadors es divideix per dos.[2]

### Recompte de punts
Després de revisar que la mà del jugador que tanca és correcta, els altres jugadors procedeixen a mostrar les mans, i compten els punts que sumen les cartes sense lligar. Per això cal tenir en compte que si es juga amb una baralla de 52 cartes, els números normals valen el que marca el seu índex i les figures en valen totes 10.
En funció de la combinació que tingui el jugador que tanqui, se li poden sumar alguns punts a la resta dels jugadors:

### Guanyador
Venç la partida aquell jugador que aconsegueix eliminar tots els altres jugadors.

## Variants
Hi ha moltíssimes variants del remigio, i és habitual que cada grup de persones jugui amb unes regles diferents, que poden variar en funció de la baralla amb què es jugui, per exemple, en el recompte dels punts.